# Tomislav Merčep
Tomislav Merčep (Borovo Naselje, República Federal Popular de Yugoslavia, 28 de septiembre de 1952 - Zagreb, Croacia, 17 de noviembre de 2020) fue un militar y político croata de extrema derecha, conocido por su controvertido papel como antiguo Comandante de unidades paramilitares durante la Guerra de Croacia.

## Biografía
Nativo de Vukovar, Merčep trabajó como ingeniero antes de incorporarse a la Unión Democrática Croata (HDZ) en 1990. A continuación, entró en el gobierno municipal como secretario de Defensa del Pueblo (en croata: Sekretar Narodne obrane), donde ejerció un poder considerable en la policía local y en los negocios, preparándose para la inminente guerra que se avecinaba. Durante la guerra, se involucró en actividades paramilitares que fueron investigadas posteriormente por el tribunal de La Haya y cubiertos por el periódico de Croacia Feral Tribune, (desaparecido en la actualidad)
En el año 1991, varias propiedades de los serbios fueron destruidas en Vukovar, y se especuló ampliamente sobre que Merčep estaba detrás de estos sucesos. En el año 1997 el Feral Tribune, dio a conocer un documento que confirmaba el intercambio de grandes cantidades de materiales explosivos, en septiembre de 1990, entre Merčep y Branimir Glavaš. En agosto de 1991, Merčep fue detenido brevemente por las autoridades croatas y arrestado por cargos no revelados, pero pronto fue puesto en libertad trasladándose a Zagreb, junto con su familia, una semana antes de que la batalla de Vukovar comenzara.
Más tarde Merčep se convirtió en un funcionario del Ministerio Croata de Asuntos Internos y participó en los otros frentes de la Guerra Croata de Independencia, al mando de miles de paramilitares que fueron responsables del asesinato y la expulsión de miles de serbios de la zona y alrededores de Gospić, entre otros lugares. Cabe destacar especialmente el asesinato de la familia de Zacarías en Zagreb). Una década más tarde, cinco miembros de su unidad, Munib Suljic, Igor Mikola, Rimac Siniša, Bajramović Miro y Saric Branko, fueron acusados de varios cargos criminales relacionados con el llamado caso "Pakracka Poljana" asociados con el asesinato de prisioneros, en su mayoría serbios, en un campo cerca de Pakrac, siendo condenados. Tomislav se Merčep no fue procesado en estas actuaciones.
Merčep se convirtió en miembro de la HDZ, Cámara de los Distritos, del Parlamento de Croacia en 1993.
En 1995, Merčep se hizo cargo de la dirección de la Asociación Croata de Veteranos Voluntarios de la Guerra Patria, (en croata: Udruga hrvatskih dragovoljaca Domovinskog rata (UHDDR), con la ayuda directa de Gojko Šušak, Vice Vukojević y Vladimir Šeks. Desde entonces, se convirtió en un hombre rico que, de acuerdo con el Feral Tribune, tenía un amplio apartamento en un suburbio de Zagreb, una casa familiar en el criadero de peces de Dragonošću y un lujoso BMW. Este era su estado cuando se postuló para presidente en el año 2000.
Al final del año 1990 dejó el HDZ fundando su propio partido, el Partido Popular Croata (Hrvatska pučka Stranka, HPS). En el año 2000 se presentó como candidato del HPS en las elecciones presidenciales, donde obtuvo el 0,85% de los votos. siendo eliminado en la primera ronda.
En 2003, el semanario croata Nacional, informó de que el TPIY estaba "completando un acta de acusación contra Tomislav Merčep", después de haber hablado con Franjo Gregurić, Mladen Markač, Hrvoje Sarinić y otros. No hubo reportes de la prensa en 2006 de que una acusación contra el mismo Merčep, sobre la base de las investigaciones del TPIY, se hubiese recibido en el sistema jurídico de Croacia.
En diciembre de 2010, Amnistía Internacional declaró que Merčep debía ser juzgado sobre la base de una serie de testimonios públicos sobre crímenes cometidos por sus subordinados. En la misma semana, la Fiscalía del condado de Zagreb presentó cargos contra Merčep y fue arrestado.
En mayo de 2016, Merčep fue condenado a cinco años y medio de prisión por no haber impedido el asesinato de 43 civiles serbios en Pakračka Poljana y otros lugares, cometido por miembros de la unidad bajo su mando. En febrero de 2017, tras la apelación de la Oficina del Fiscal del Estado, el Tribunal Supremo de Croacia aumentó su pena de prisión a 7 años. Fue puesto en libertad condicional en marzo de 2020 debido a una enfermedad grave y murió el 16 de noviembre de ese mismo año.